# L'amore quando c'era
L'amore quando c'era è un romanzo breve del 2011 di Chiara Gamberale.

## Trama
Dodici anni dopo aver lasciato il fidanzato Tommaso senza un vero motivo, Amanda Grimaldi, insegnante di lettere in una scuola media, gli invia una mail di condoglianze per la scomparsa del padre. Tommaso decide di risponderle e fra i due si riallacciano i contatti, inizialmente per e-mail, poi per SMS e telefonate. Entrambi hanno voglia di scoprire cosa ne è stato dell'altro, ma mentre Tommaso è apparentemente felice della sua nuova vita, Amanda è perennemente alla ricerca di qualcosa che la gratifichi. Per questo assegna ai suoi alunni un tema dal titolo "Perché la vita ha un senso o perché non ce l'ha, secondo te?" e via via che la trama si snoda seguendo i ricordi dei due ex, Amanda riflette a lungo sulla sua concezione di amore e sulle ragioni che l'hanno portata ad abbandonare Tommaso.

## Distribuzione
Il romanzo breve è stato distribuito per la prima volta nel 2011 come allegato al Corriere della Sera nella collana Inediti d'autore. Nel 2012 Mondadori ha distribuito una nuova edizione nella collana Libellule, ristampata nel 2014 negli Oscar bestsellers.

## Edizioni
- Chiara Gamberale, L'amore quando c'era, collana Inediti d'autore, Milano, RCS Quotidiani, 2011.
- Chiara Gamberale, L'amore quando c'era, collana Libellule, Milano, Arnoldo Mondadori Editore, 2012, ISBN 978-88-04-61783-9.